# Victor Luis
Victor Luis Chuab Zamblauskas (San Paolo, 23 giugno 1993) è un calciatore brasiliano, difensore del Vasco da Gama.

## Caratteristiche tecniche
È una terzino sinistro.

## Carriera
È cresciuto nelle giovanili del Palmeiras.

## Palmarès

### Club
- Campionato brasiliano: 1

Palmeiras: 2018